# Marquesado de Bay
El marquesado de Bay es un título nobiliario español creado el 23 de julio de 1704 por el rey Felipe V a favor de Alejandro Maître de Bay y Pourtier, señor de Bay, en Flandes, quién era hijo de Luis Maître de Bay, señor de Sornay, en Flandes, y de Jeanne d'Aigle-Pierre.
Este título fue rehabilitado «a primer titular» en 1893 en la persona de Álvaro Pérez de Barradas y Fernández de Córdoba. 

## Marqueses de Bay
|                                 | Titular                                                    | Periodo               |
| Creación por Felipe V           | Creación por Felipe V                                      | Creación por Felipe V |
| ------------------------------- | ---------------------------------------------------------- | --------------------- |
| I                               | Alejandro Maître de Bay y Pourtier                         | 1704-1715             |
| II                              | Isidore Maître de Bay                                      |                       |
| III                             | Fernando Juan Arias de Saavedra Vélez de Guevara           | 1745-1811             |
| Rehabilitación por Alfonso XIII |                                                            |                       |
| I                               | Álvaro Pérez de Barradas y Fernández de Córdoba            | 1893-1939             |
| II                              | María del Rosario Pérez de Barradas y Fernández de Córdoba |                       |
| III                             | María de la Luz Mariátegui y Pérez de Barradas             | 1940-1959             |
| IV                              | Gonzalo Alfonso Fernández de Córdova y Larios              | 1994-1996             |
| V                               | Marina Fernández de Córdoba y Hohenlohe-Langenburg         | 1997-2024             |
| VI                              | Miguel de Soto y Fernández de Córdoba                      | 2024-actual titular   |

## Historia de los marqueses de Bay
- Alejandro Maître de Bay y Pourtier (1650-1715), I Marqués de Bay.

Casó con Cecilia Wicentrence. Tuvieron por hija a Ana Maître y Wicentrence, quién casó con Alonso Vélez de Guevara y Caicedo, IV marqués de Quintana de las Torres.
- Isidore Maître de Bay, II Marqués de Bay.

- Fernando Juan Arias de Saavedra Vélez de Guevara (1745-1811), VI Marqués de Quintana de las Torres y III Marqués de Bay, Barón de Boymer y Rimberg. Casado el 24/06/1764 con doña Isabel Hoces y Hoces (Córdoba y Venegas), hija del V conde de Hornachuelos. Padre de doña Ángela Arias de Saavedra Vélez de Guevara y Hoces (3-5-1772-11-3-1799), casada en Écija, el 19 de abril de 1792 con Juan Bautista Pérez de Barradas y Pérez de Barradas (Écija,  19/10/1769- Écija 9/2/1820), VIII Marqués de Peñaflor, VI Marqués de Cortes de Graena, grande de España.[1]

Rehabilitado en 1893 "a primer titular":
- Álvaro Pérez de Barradas y Fernández de Córdoba (1860-.), I marqués de Bay, XII marqués de Peñaflor.

1. Casó con María Salvadora Bermúdez de Castro, duquesa italiana de Santa Lucía. Sin descendientes. Le sucedió:

- María del Rosario Pérez de Barradas y Fernández de Córdoba (1855-1893/1941), II marquesa de Bay. Le sucedió:

- María de la Luz Mariátegui y Pérez de Barradas (1881-1959), III marquesa de Bay.

Casó con Joaquín Fernández de Córdoba y Osma, VIII duque de Arión (1870-1957), II duque de Cánovas del Castillo, XV marqués de Povar, XI marqués de Mancera, II marqués de la Puente, V de la Puente y Sotomayor, II de Cubas, IV de Griñón, XII de Malpica, X marqués de Valero, II marqués de Alboloduy, II conde de Santa Isabel y X conde de Berantevilla. Le sucedió, de su hijo Fernando Fernández de Córdoba y Mariátegui, XVI marqués de Povar y de su esposa Natalia Larios y Fernández de Villavicencio, su nieto:
- Gonzalo Alfonso Fernández de Córdova y Larios (1934-.), IV marqués de Bay, IX duque de Arión, III duque de Cánovas del Castillo, XII marqués de Mancera, XIII marqués de Malpica, XVII marqués de Povar,  IV marqués de Alboloduy y XI marqués de Valero.

Casó, en primeras nupcias con la princesa alemana Beatriz de Hohenlohe-Langenburg e Yturbe y en segundas con María de los Reyes Mitjans y Verea. Le sucedió, de su primera esposa, su hija:
- Marina Fernández de Córdoba y Hohenlohe-Langenburg, V marquesa de Bay, XIII marquesa de Mancera.

Casó con Jaime de Soto y López-Dóriga. Sucedió su hijo a quien cedió el título:
- Miguel de Soto y Fernández de Córdoba, VI marqués de Bay.[2]